# Crise humanitária ianomâmi em 2022-2023

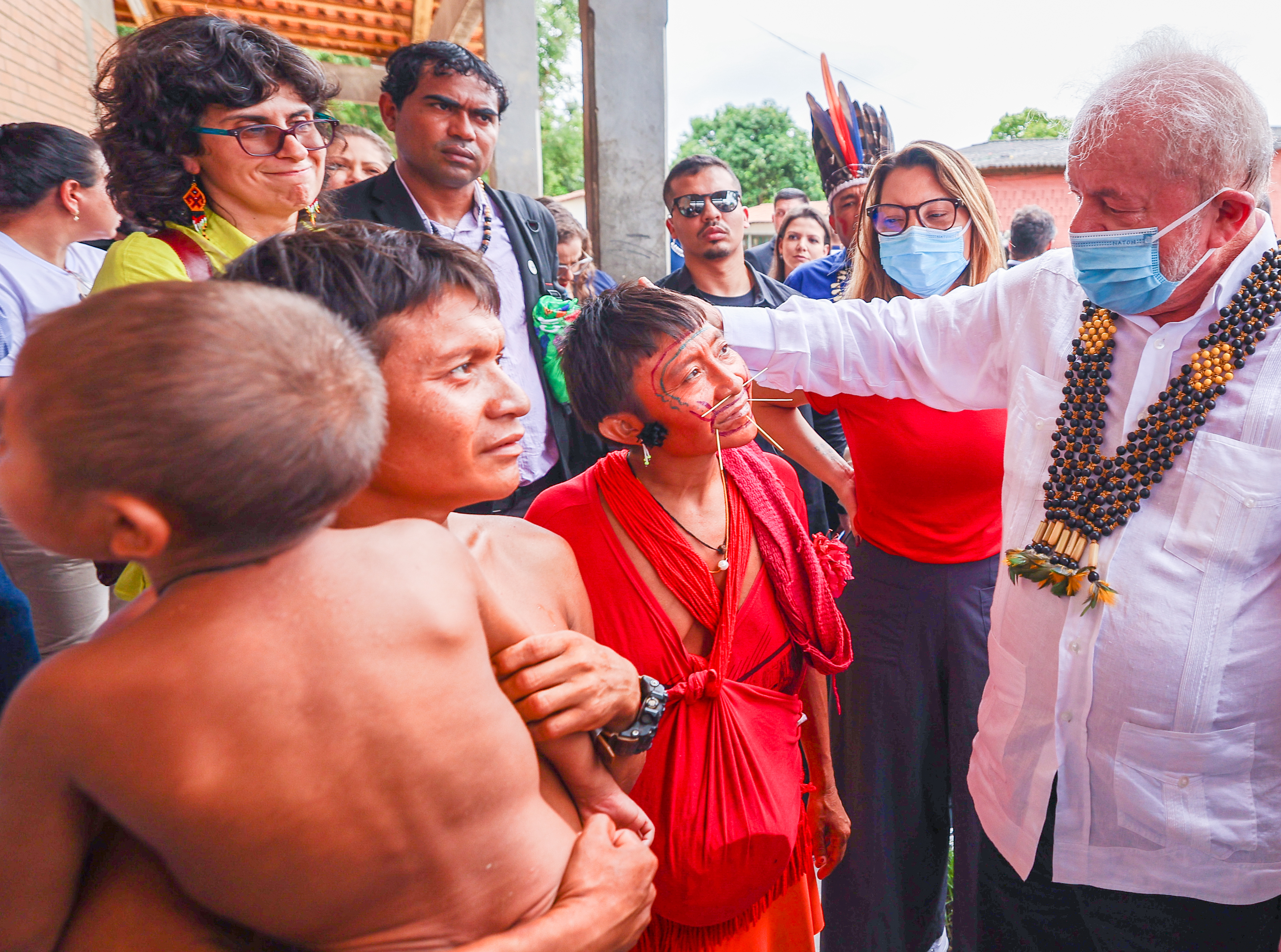
Luiz Inácio Lula da Silva durante anúncio de ações emergenciais para a população ianomâmi em Boa Vista, janeiro de 2023

A crise humanitária ianomâmi ocorreu durante as presidências de Jair Bolsonaro (2019-2023) e de Lula (2023-presente), uma série de mortes em massa, fome, deslocamentos forçados e outras grandes violações dos direitos humanos dos ianomâmis ocorreram na Terra Indígena Yanomami no Brasil. Tais eventos teriam começado ou se agravado a partir de 2019 como consequência da exploração desenfreada de recursos naturais por indivíduos e empresas e negligência do governo e têm sido frequentemente considerados um genocídio contra o povo ianomâmi.
No dia 20 de janeiro de 2023, o Ministério da Saúde declarou estado de emergência em saúde pública no território ianomâmi e instaurou o Centro de Operações de Emergências em Saúde Pública para auxiliar na gestão da crise.

## Contexto
O descaso do governo, a invasão agrícola e as atividades ilegais que afetam a área precedem a criação da reserva Ianomâmi em 1992. Os primeiros contatos entre os povos indígenas Ianomâmi e os homens brancos ocorreram de forma esparsa entre as décadas de 1910 e 1940; nas duas décadas seguintes, tais contatos se intensificaram devido às missões religiosas sediadas na região. As obras de construção de estradas e projetos de mineração conduzidos pelo regime militar começaram na área na década de 1970, período em que surgiram os primeiros relatos de epidemias, especialmente de gripe, sarampo e coqueluche, ligadas à dizimação de comunidades Ianomâmi inteiras. Desde então, a região tem sofrido por ser um ponto de acesso para atividades ilegais, principalmente a mineração ilegal, levando ao envenenamento por mercúrio de vários membros das tribos, incluindo recém-nascidos.

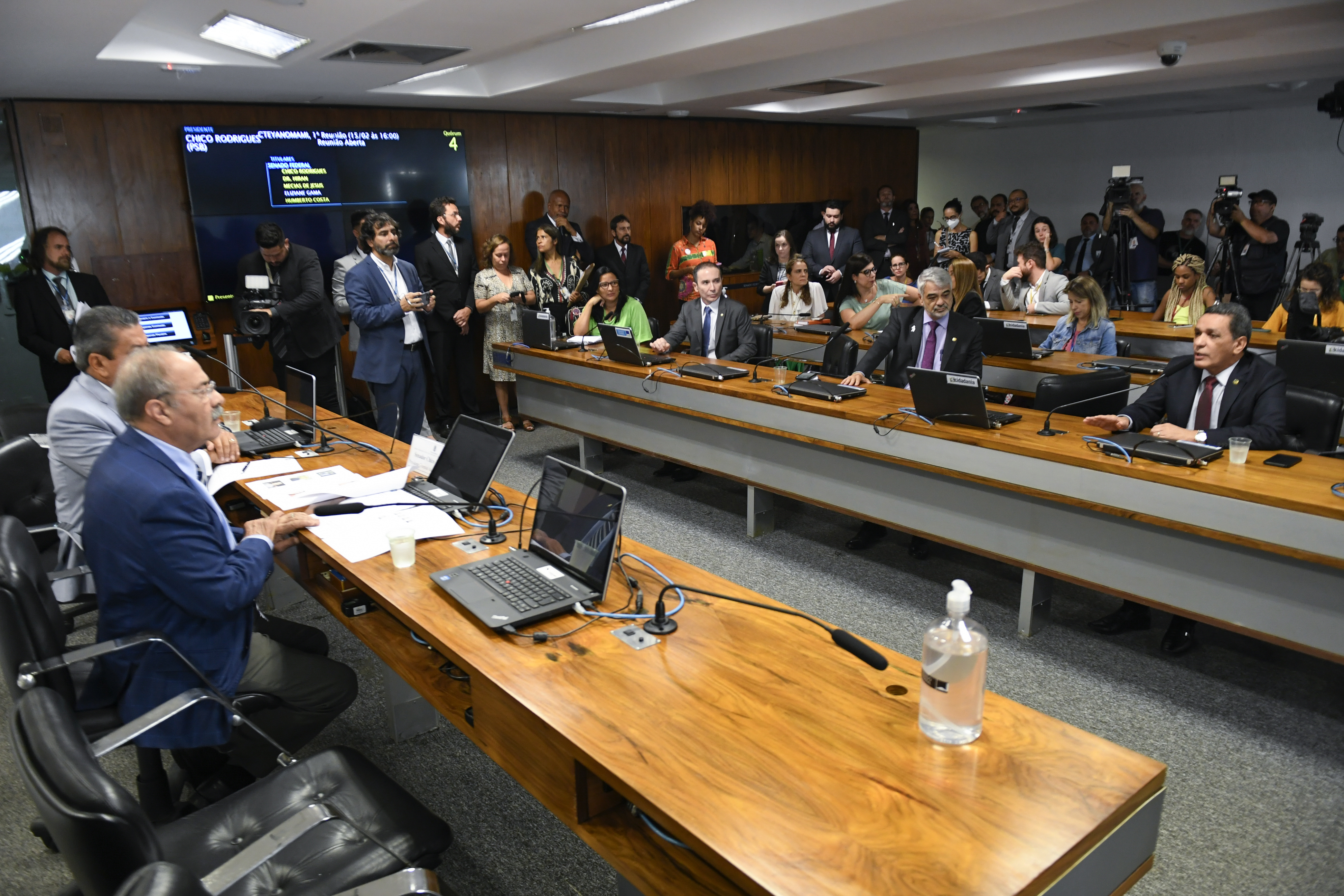
Comissão Temporária Externa do Senado do Brasil para acompanhar a situação dos ianomâmis e a saída dos garimpeiros (CTEYANOMAMI) realiza reunião para instalação e eleição de presidente e vice-presidente do colegiado em 15 de fevereiro de 2023

Depois de vencer a eleição presidencial em 2018 e assumir o cargo com a promessa de afrouxar as políticas ambientais, especialmente na região amazônica brasileira, o então presidente Jair Bolsonaro revogou vários decretos presidenciais que proibiam a mineração ilegal e a extração ilegal de madeira em todo o país e efetivamente desmantelou as agências de proteção ao meio ambiente.
Em janeiro de 2023, após o fim do governo de Bolsonaro, novos funcionários do governo nomeados pelo presidente Luiz Inácio Lula da Silva assumiram o cargo e foram imediatamente informados sobre uma escalada da crise dos ianomâmis.
Em 21 de janeiro de 2023, o Ministério da Saúde do Brasil declarou emergência médica no território indígena. No mesmo dia, Lula e altas autoridades do governo, incluindo a ministra da Saúde Nísia Trindade, o ministro da Justiça, Flávio Dino, e a ministra dos Povos Indígenas, Sônia Guajajara, fizeram uma viagem ao território localizado no extremo norte de Roraima para anunciar um pacote de ajuda federal destinado à região e ao povo ianomâmi.

## Incidentes

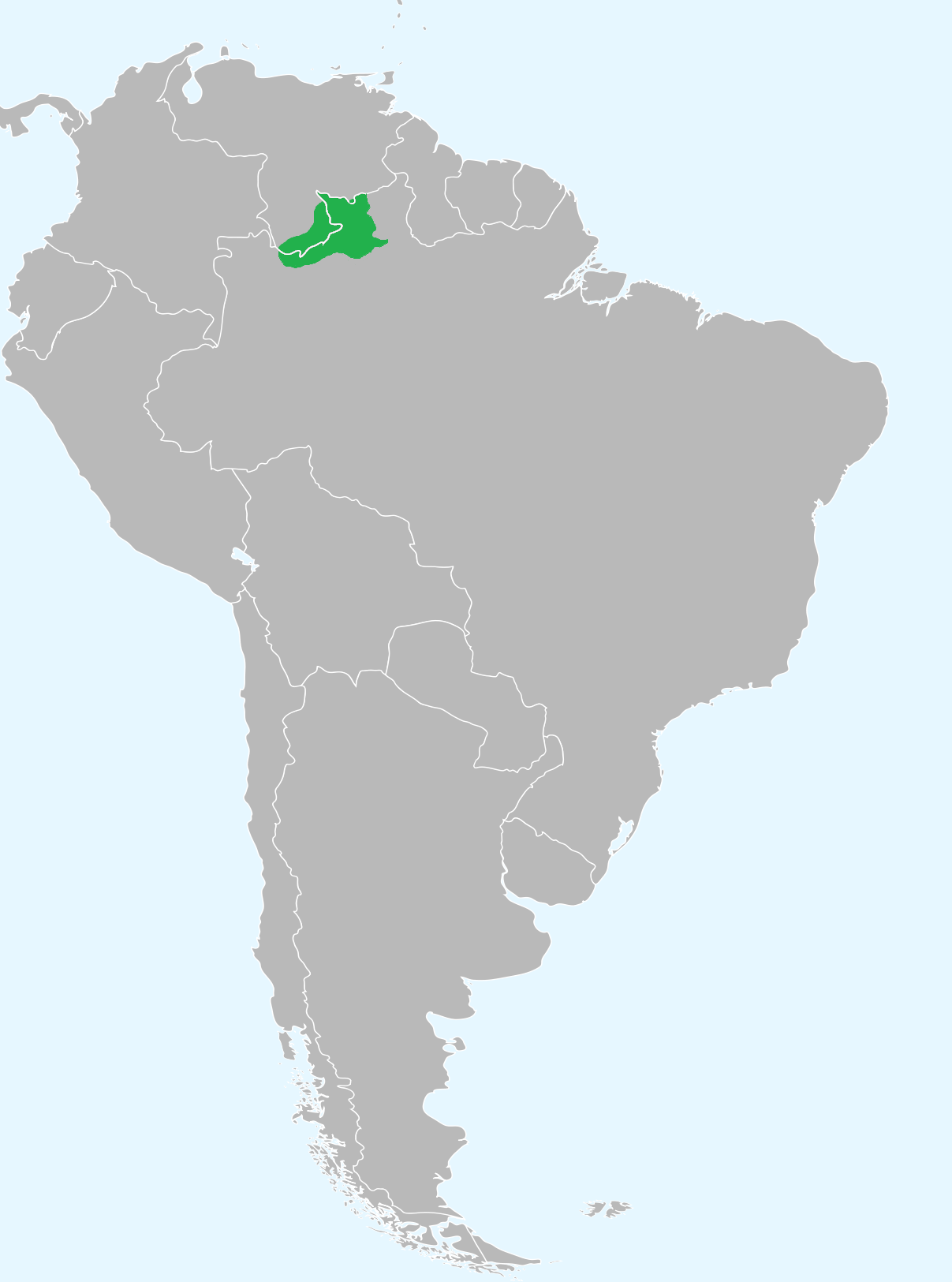
Mapa mostrando o território geral ocupado pelos povos ianomâmis

### Logística da mineração ilegal
Uma rede de políticos, servidores públicos locais, fazendeiros, empresários e empresas foi montada para exploração ilegal de ouro e cassiterita, bem como para lavagem de dinheiro de atividades criminosas no território Ianomâmi. Terminais aéreos escondidos foram construídos em dezenas de propriedades rurais próximas e até distantes (inclusive até Boa Vista) da reserva. Parte do ouro extraído foi transportado até à Venezuela e à Guiana Francesa; refinarias e depósitos também foram usados no esquema.
Segundo dados do MapBiomas, a área de garimpo na terra indígena ianomâmi quadruplicou em um ano, de 414 hectares em 2020 para 1 556 em 2021.
Rodrigo Martins de Mello, um empresário bolsonarista, foi acusado de liderar outra organização criminosa que operava na reserva.
Em 16 de janeiro de 2023, o jornal Folha de S.Paulo informou que o general Augusto Heleno autorizou uma traficante condenada a explorar um projeto de mineração de ouro na região Ianomâmi. Em 27 de janeiro, o jornal O Globo noticiou que o Banco Central do Brasil falhou em reprimir a lavagem de ouro obtido ilicitamente. O fracasso da autoridade monetária brasileira teria encorajado cerca de vinte mil garimpeiros ilegais a explorar ainda mais os territórios indígenas, incluindo a reserva Ianomâmi.
Empresas mineradoras legais, como M.M. Gold (rebatizado a partir do nome Gana Gold) também mascararam atividades ilegais falsificando quantidades de ouro muito mais do que permitidas para serem extraídas em suas licenças, de acordo com reportagens do Mongabay e do The Intercept Brazil. Criptomoedas também foram usadas para lavar atividades criminosas e transferir ativos financeiros para laranjas.

### Financiamento
Em 24 de janeiro de 2023, duas reportagens do jornal O Globo detalharam que o governo Bolsonaro destinou 872 milhões de reais do orçamento federal para os serviços da Missão Caiuá, uma opaca organização não governamental evangélica, de 2019 a 2023. De acordo com líderes indígenas no território ianomâmi, a ONG não atua na região desde que começou a receber verbas do governo, levantando suspeitas de corrupção generalizada. Além disso, as verbas do governo destinadas ao transporte de médicos e enfermeiros para a região durante o governo Bolsonaro teriam sido direcionadas para empresas de transporte pertencentes a garimpeiros ilegais, que desde então também teriam sido avisados sobre batidas e operações policiais horas ou dias antes de elas ocorrerem.

### Comunicações
Uma reportagem do Brasil de Fato de fevereiro de 2023 revelou que garimpeiros ilegais que operam no território Ianomâmi tinham acesso à internet da Starlink por meio de preços altamente inflacionados no mercado negro, depois de a Starlink anunciado em maio de 2022 que estava expandindo sua cobertura para a região amazônica em um projeto com o governo que visava conectar, entre outras coisas, 19.000 escolas brasileiras em áreas rurais. Até setembro de 2022, no entanto, apenas 3 escolas da região eram cobertas pelo serviço de internet da Starlink, ao passo que seus equipamentos já eram comercializados entre garimpeiros ilegais desde novembro de 2022, sendo que a primeira comunidade Ianomâmi só recebeu o serviço de internet no final de janeiro de 2023. Apesar de a Starlink proibir a revenda de seus dispositivos, a empresa não entrou em contato com autoridades brasileiras para suspender seu serviço para garimpeiro nem tomou qualquer medida legal contra eles.
Dispositivos de Internet da empresa americana Viasat também foram vendidos no mercado negro da região Ianomâmi, e os líderes indígenas locais disseram que o acesso à Internet permitiu que os mineradores ilegais aumentassem sua "produtividade".

### Complicações de saúde
Trabalhadores da saúde no estado de Roraima, onde fica a reserva Ianomâmi, perceberam uma "total falta de atendimento médico adequado na região", acrescentando que pacientes indígenas infectados com malária evoluíram rapidamente para graves quadros de danos hepáticos após terem sido infectados e não tratados por diversas vezes pelo protozoário plasmodium falciparum, uma das quatro espécies capazes de causar malária em humanos. A oncocercose, uma doença parasitária ligada à pobreza extrema, foi erradicada em todo o território brasileiro, exceto na reserva Ianomâmi, onde ainda representa uma carga de morbidade.
Em entrevista à revista piauí, a médica Carla Rodrigues relatou suas experiências trabalhando na Terra Indígena, contando como assistia "a pessoas adoecerem e morrerem sem poder fazer nada". Em seu primeiro atendimento, um parto logo após sair do avião, ela notou como a equipe médica tratava a mãe com certa violência, chegando a sugerir uma episiotomia desnecessária. Ela relatou também a dificuldade no acompanhamento dos pacientes, que muitas vezes não falavam português, e culturalmente resistiam a continuar tomando medicamentos depois de melhorarem. Carla desistiu de trabalhar na reserva em março de 2022, por temer a crescente violência do local: "Quando Bruno Pereira e Dom Phillips desapareceram, fazia pouco tempo que eu tinha pedido demissão. Eu só conseguia pensar que isso poderia ter acontecido comigo ou com algum de meus colegas indigenistas."
Em nota à imprensa em janeiro de 2024, o Ministério da Saúde indicou uma diminuição do número de óbitos na reserva: 343 pessoas faleceram em 2022 e 308 em 2023.

### Abuso sexual, estupro e adoções ilegais
Um relatório publicado pelo Instituto Socioambiental em coautoria com as associações indígenas Hutukara Yanomami e Wanasseduume Ye'kwana mostrou depoimentos de mulheres indígenas que disseram que garimpeiros lhes ofereciam comida ou ouro em troca de sexo com elas e/ou com seus filhos. Três adolescentes de 13 anos teriam morrido após terem sido estupradas por garimpeiros ilegais em 2020. Infecções sexualmente transmissíveis também foram registradas no povo Yanomami. Além disso, o governo federal abriu investigações sobre denúncias de adoções ilegais e abuso sexual sistêmico contra crianças Ianomâmi. Até fevereiro de 2023, pelo menos 30 meninas e adolescentes engravidaram devido a estupros cometidos por garimpeiros, segundo relatos de uma associação indígena.

### Número de mortos
Embora as estimativas de mortes relacionadas à superexploração do povo Ianomâmi sejam muito dispersas e subnotificadas devido à localização afastada do território, apurações revelaram que 99 crianças Ianomâmi com 5 anos de idade ou menos morreram em 2022, das quais um terço se deveu à pneumonia. Entre 2019 a 2023, um total de 570 crianças Ianomâmi morreram por desnutrição, fome e contaminação por mercúrio.
Em outubro de 2023, após o boletim da Secretária de Saúde Indígena, do Ministério da Saúde, divulgar que 215 indígenas da etnia Ianomâmi haviam morrido, ultrapassando o total do ano anterior, o Governo Federal suspendeu os relatórios.

## Respostas
A Articulação dos Povos Indígenas do Brasil (Apib) entrou com uma ação no Supremo Tribunal Federal (STF) apontando o descumprimento de decisões anteriores da Corte e o aumento do garimpo. Em decisão em novembro, o STF ordenou ao governo federal que adote as medidas necessárias para garantir a desobstrução da entrega de alimentos. O ministro Luís Roberto Barroso, então presidente da Corte, ressaltou na sua decisão, particularmente, a "entrega de cestas básicas muito aquém do número previsto, que se soma à situação de gravíssima insegurança alimentar dos povos que vivem na região".

Em janeiro de 2024, com a continuidade das invasões de garimpeiros, o presidente Lula realizou uma reunião com os ministros para um balanço das ações até então realizadas. Na reunião, Lula disse que era necessário tratar a questão como "questão de Estado. Ou seja, nós vamos ter que fazer um esforço ainda maior, utilizar todo poder que a máquina pública pode ter. Porque não é possível que a gente possa perder uma guerra para o garimpo ilegal". O governo decidiu manter um contingente permanente das Forças Armadas na região, substituindo ações esporádicas anteriores.